# Dorfkirche Döben (Grimma)

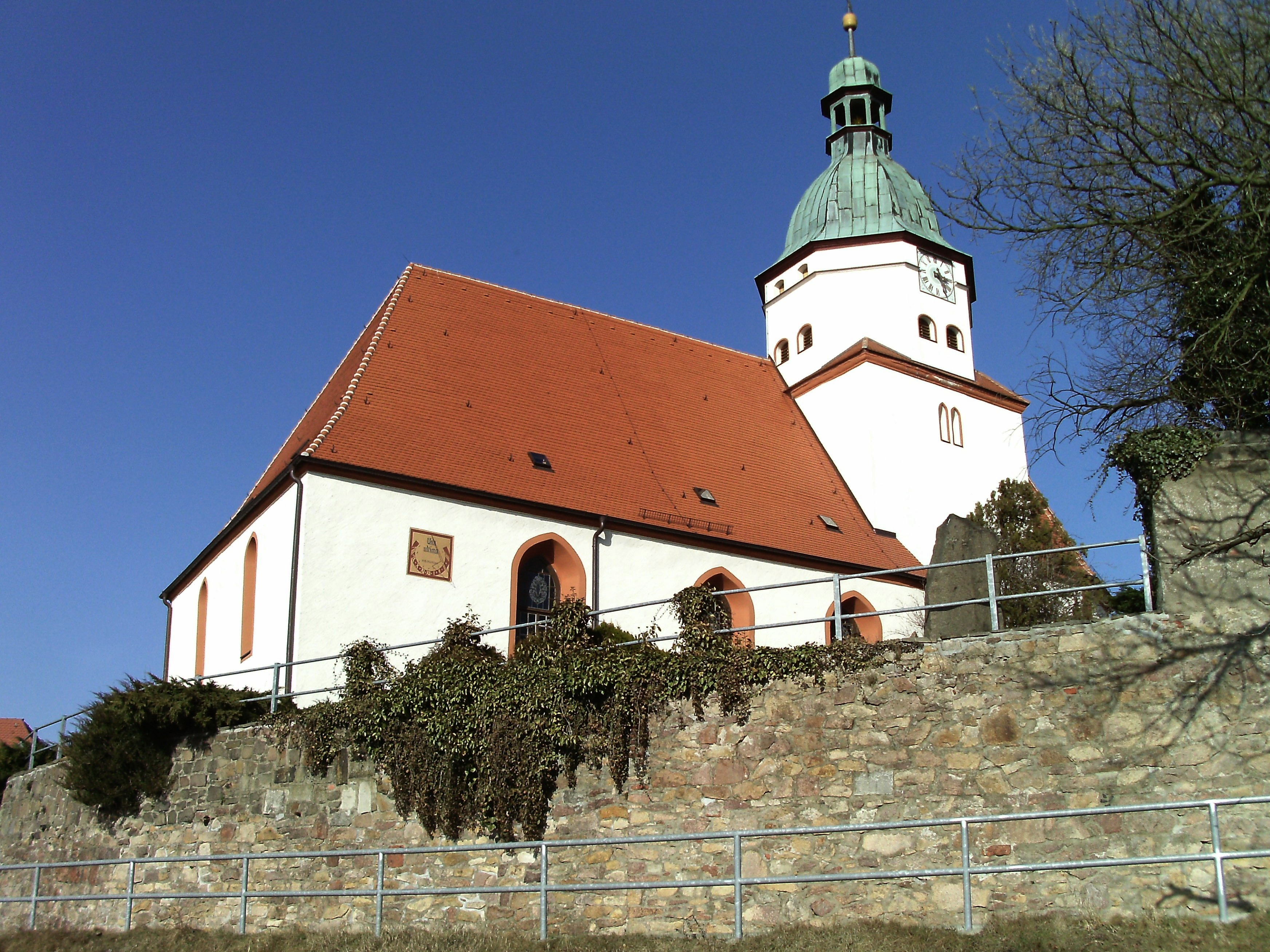
Dorfkirche Döben (Grimma)

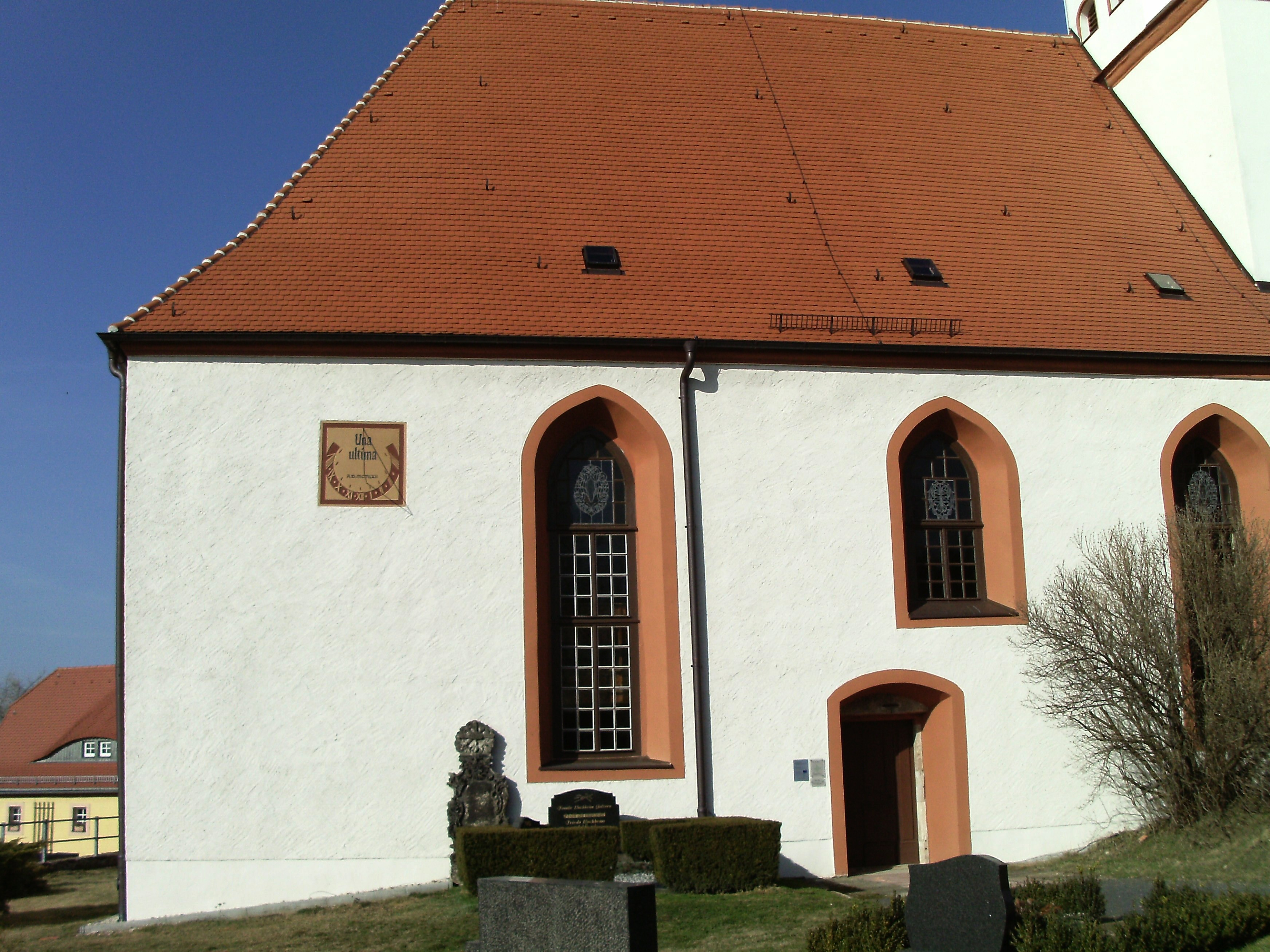
Südseite

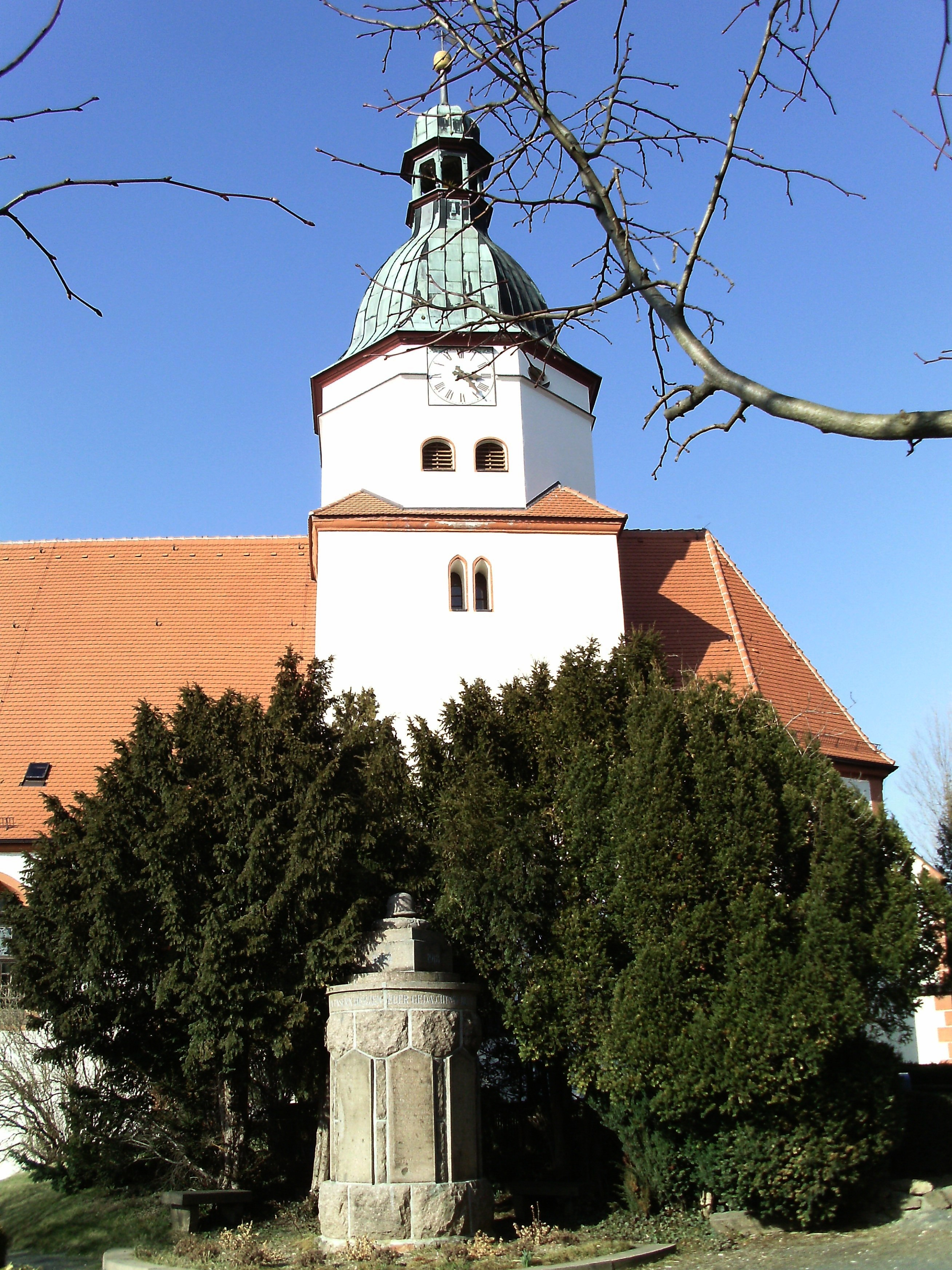
Turm

Die evangelische Dorfkirche Döben ist eine ursprünglich romanische Kirche mit einem später erbauten Chorturm im Ortsteil Döben von Grimma im Landkreis Leipzig in Sachsen. Sie gehört zur Kirchgemeinde Döben-Höfgen im Kirchenbezirk Leipziger Land der Evangelisch-Lutherischen Landeskirche Sachsens.

## Geschichte und Architektur
Die ortsbildprägende Kirche Döben entstand durch mehrfachen Umbau einer ursprünglich romanischen Kirche, die in der heutigen Gestalt hauptsächlich durch den barocken Umbau in den Jahren 1696/96 bestimmt ist. Der älteste Teil ist der romanische Chor, der mit einem Satteldach gedeckt war und im 13. Jahrhundert die darüber liegende Turmstube erhielt. Das Chorpolygon wird mit einer Kapelle identifiziert, die 1507 durch die Brüder von Maltitz errichtet wurde. Um 1600 wurde ein zweigeschossiger Anbau an der Nordseite des Chores erbaut. Das Schiff der Kirche wurde im 17. Jahrhundert, die Sakristei 1813 erneuert. Restaurierungen erfolgten in den Jahren 1910/11, 1959 und 1963. Die Bretterdecke im Innern wurde 1983 und 1992/93 restauriert.
Die Kirche ist ein teils verputzter Bruchsteinbau mit einem Chorturm, der mit einem achtseitigen Glockengeschoss und einer barocken Haube abgeschlossen ist. Das Chorpolygon zeigt reich gestaltete Maßwerkfenster und Strebepfeiler, der Saal einfache Spitzbogenfenster. An der Südseite ist eine Sonnenuhr angebracht.
Das Innere wird durch die barocke Ausstattung des 16. und 17. Jahrhunderts geprägt. Der Saal wird von einer bemalten Bretterdecke von 1696 abgeschlossen, die in vier Rundbildern und in einem zentralen Sechseck die Anbetung durch die Hirten, die Kreuzigung, Auferstehung und Himmelfahrt Christi sowie das Jüngste Gericht zeigt.
Der Saal ist an drei Seiten von doppelgeschossigen Emporen umgeben; die westliche Empore zeigt eine geschwungene Brüstung auf gewundenen Holzsäulen. Der Chor wird von einem Kreuzgratgewölbe, das Chorpolygon mit einem Zellengewölbe überspannt. An der Nordseite des Chores ist eine wohlgestaltete zweigeschossige Herrschaftsloge mit Schnitzwerk und Kreuzgratgewölben im Innern eingebaut. Die Brüstung zeigt gemalte Darstellungen in Rundfeldern mit dem Abendmahl, der Fußwaschung, Christus in Gethsemane, der Erscheinung Christi vor den Grabwächtern und der Gefangennahme.

## Ausstattung
Der prachtvolle Altar von 1591 wurde vermutlich durch Franz Ditterich den Älteren gestaltet und zeigt zwei Predellen; die untere, ältere mit einer Anbetung der Hirten und die obere von 1591 mit Christus im Garten Gethsemane und dem Abendmahl. Im Hauptfeld sind zwischen doppelten Säulen ein Relief der Kreuztragung und der Grablegung Christi angeordnet, darunter als Hochrelief die Stifterfamilie von Schönfeld unter dem Kruzifix kniend. In den Wangen sind Wappen und Initialen des Stifters zu finden.
Die Kanzel aus dem 17. Jahrhundert wird von einer Figur des Mose getragen und zeigt an der Brüstung Reliefs der Evangelisten und an der Treppenbrüstung die Apostel in gemalter Darstellung.
Dem Mittelalter gehören noch der große romanische Taufstein und die rundbogige Sakramentsnische im Chor an. Ein lebensgroßes Kruzifix wurde wohl im 16. Jahrhundert geschaffen. Ein Grabstein aus der ersten Hälfte des 12. Jahrhunderts erinnert an den Burggrafen von Döben und zeigt eine bärtige, barhäuptige Figur mit Schwert. Ein Kindergrabstein erinnert an die 1602 gestorbene Dorothea von Schönfeld.
Bei der Restaurierung im Jahr 1911 wurden die Glocken aus dem 15. Jahrhundert durch drei neue bronzene Glocken ersetzt. Zwei der drei Glocken wurden im Zweiten Weltkrieg eingeschmolzen, die dritte nach dem Krieg gegen drei Stahlglocken ausgetauscht.
Die Orgel ist ein Werk von Schmeisser aus dem Jahr 1911.

## Geläut
Das Geläut besteht aus drei Stahlgussglocken, der Glockenstuhl ist aus Stahl und die Glockenjoche sind aus Stahlguss gefertigt.
Im Folgenden eine Datenübersicht des Geläutes:
| Nr. | Gussdatum | Gießer                                 | Material  | Durchmesser | Masse   | Schlagton |
| --- | --------- | -------------------------------------- | --------- | ----------- | ------- | --------- |
| 1   | 1960      | Glockengießerei Schilling & Lattermann | Stahlguss | 1460 mm     | 1300 kg | f′        |
| 2   | 1960      | Glockengießerei Schilling & Lattermann | Stahlguss | 1220 mm     | 760 kg  | as′       |
| 3   | 1960      | Glockengießerei Schilling & Lattermann | Stahlguss | 1080 mm     | 530 kg  | b′        |